# 交通路 (上海)

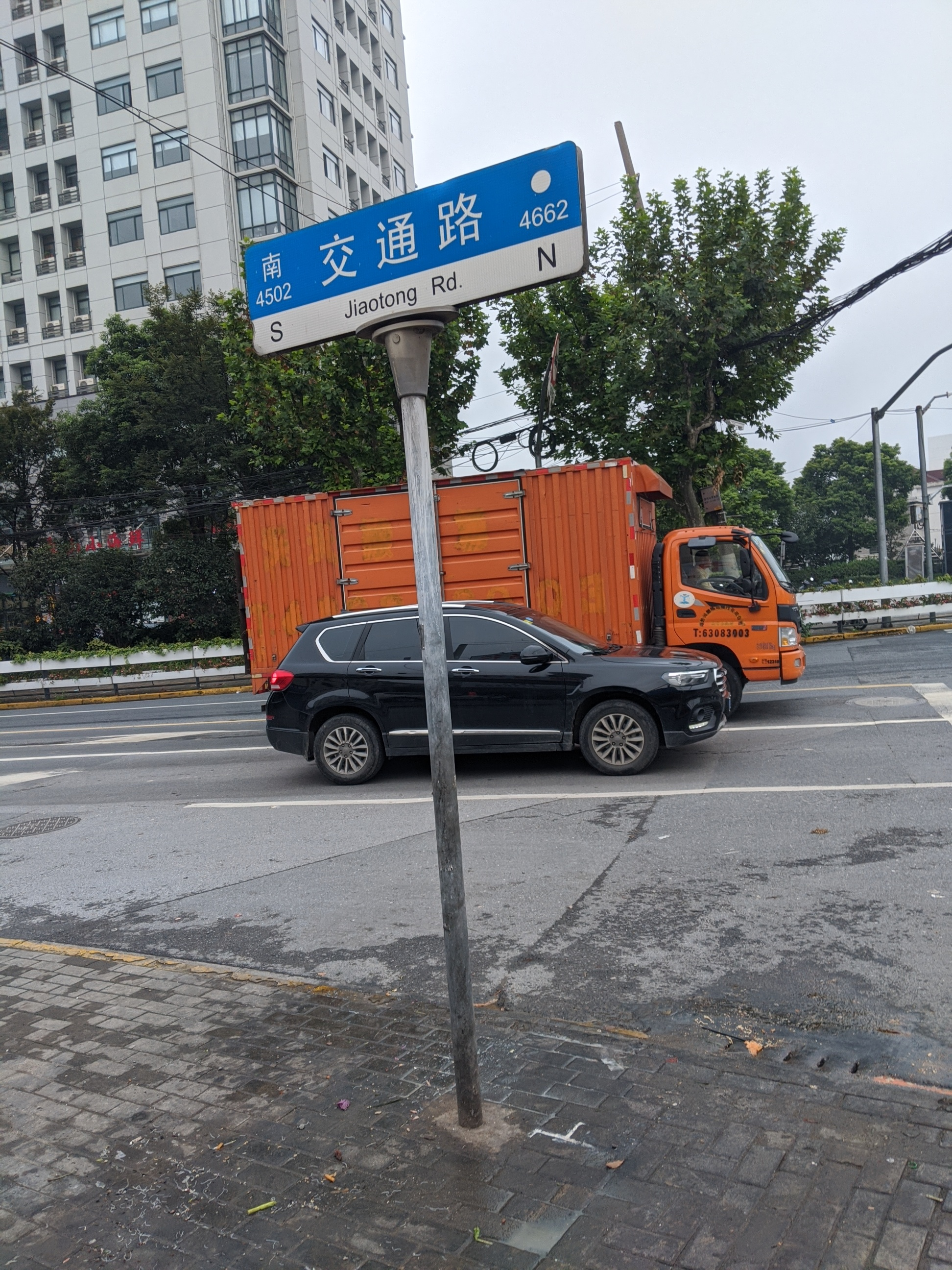
交通路真南路路口附近

交通路为中華人民共和國上海市市区通往西郊及外省市的次干道，緊貼京沪铁路北側，跨靜安、普陀2区。交通路分為兩段，东段东起宝山路，西至会文路，在靜安区内；西段东起靜安区徐家宅路，過橫跨彭越浦的普善桥（後改名大洋橋）後為普陀區，沿京沪铁路北侧向西接真南路。交通路恒丰北路口有连接京沪铁路南北两边通向远景路的潘家湾人行地道。

## 歷史
该路初筑于1914年，自宝山路起至当时上海县界止，长430余米。1926年辟西段，直达暨南大学真如舊址门前。1934年经整修一度成为锡沪公路一部分。普陀區路段原为煤渣路面，1950年改为片弹街路面，1968年改为沥青混凝土路面，1984年拓宽交暨路至真南路路段，1985年起拓宽中山北路至交暨路路段，1986年在中山北路口，兴建横跨滬寧铁路和该路的大型车行立交桥，1987年又建横跨滬寧铁路和该路的岚皋路车行立交桥。1988年越真北路立交桥延伸，全长7150米，宽12.2至24.2米。上海商學院高等技術學院交通路院區就位於交通路上。
2017年底，金昌路至交通路道路新建、改扩建工程啟動，该工程西起普陀區和嘉定區交界處的金昌路和金迎路交叉口东侧，向东至普陀區和靜安區交界的大洋橋，全线由金昌路和交通路组成，將原本互不相通的金昌路和交通路連為一體，且交通路大洋橋以西道路宽度將拓寬為30米至45米。